# Elly Purperhart

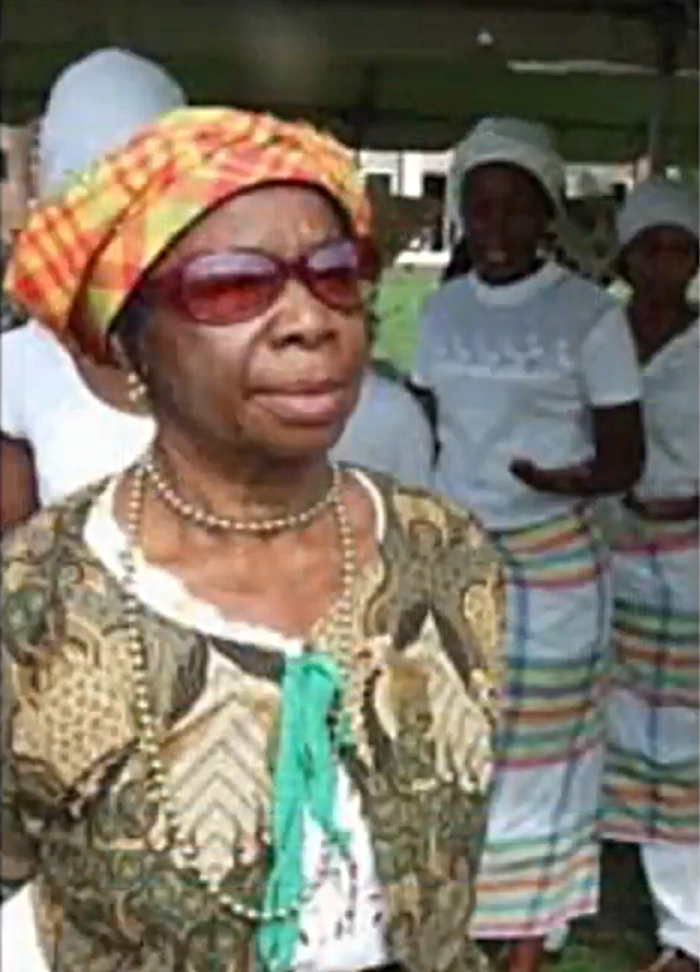
E.E. Purperhart

Eleonora Elfriede "Elly" Purperhart (Paramaribo, 21 juli 1932 – aldaar, 13 januari 2019), bijgenaamd Ma Elly of Misi Elly, was een Surinaams onderwijzeres, actrice, voordrachtkunstenaar en winti duman.

## Biografie
Purperhart begon haar carrière in het onderwijs als kleuteronderwijzeres. In de jaren zestig sloot ze zich aan bij de Afro-Surinaamse culturele organisatie NAKS waar zij werkte als actrice en voordrachtskunstenaar. In de jaren zeventig en tachtig was zij betrokken bij alle grote theaterproducties van deze organisatie. Haar eerste soloproductie bracht ze in de jaren negentig uit. Op de Surinaamse radio werd ze bekend met haar manier van storytelling. In 2006 bracht ze met de Carifesta-groep een bezoek aan Nederland. Van Elly Purperhart zijn twee gedichtenbundels en vier cd's uitgebracht.
Purperhart was bekend van de traditionele reinigingsrituelen en de openbare switi watra die ze jarenlang verzorgde op het Onafhankelijkheidsplein in Paramaribo. Met deze traditionele reinigingsrituelen maakte zij Afro-Surinamers bewust over hun Afrikaanse afkomst, cultuur en religie.